# Capital Journal
Capital Journal är en tidning i Pierre, South Dakota i USA, grundad 1881. Tidningens distributionsområde är Pierre och Fort Pierre i South Dakota.